# Эримениль
Эримени́ль (фр. Hériménil) — коммуна во французском департаменте Мёрт и Мозель региона Лотарингия. Относится к  кантону Люневиль-Сюд.	

## География
Эримениль расположен в 28 км к юго-востоку от Нанси. Соседние коммуны: Люневиль и Шантеё на севере, Монсель-ле-Люневиль на востоке, Ксермамениль и Ламат на юго-западе, Реенвиллер и Мон-сюр-Мёрт на западе.

## История
- Коммуна сильно пострадала во время Первой мировой войны. В августе 1914 года германские солдаты собрали жителей Эримениля в местной церкви, где держали их 4 дня, в течение которых дома были разграблены и многие сожжены, 24 жителя были убиты.

## Демография
Население коммуны на 2010 год составляло 954 человека.
| 1962 | 1968 | 1975 | 1982 | 1990 | 1999 | 2010 |
| ---- | ---- | ---- | ---- | ---- | ---- | ---- |
| 331  | 363  | 358  | 530  | 750  | 810  | 954  |

## Достопримечательности
- Замок Фрео.